# Gyroweisia reflexa
Gyroweisia reflexa là một loài Rêu trong họ Pottiaceae. Loài này được (Brid.) Schimp. mô tả khoa học đầu tiên năm 1876.